# Sloyd
El sloyd o slöjd es un sistema educativo basado en el trabajo manual lanzado en 1865 por Uno Cygnaeus en Finlandia. El sistema fue mejorándose y promoviéndose hasta principios del siglo XX.

## Bases pedagógicas del  sloyd

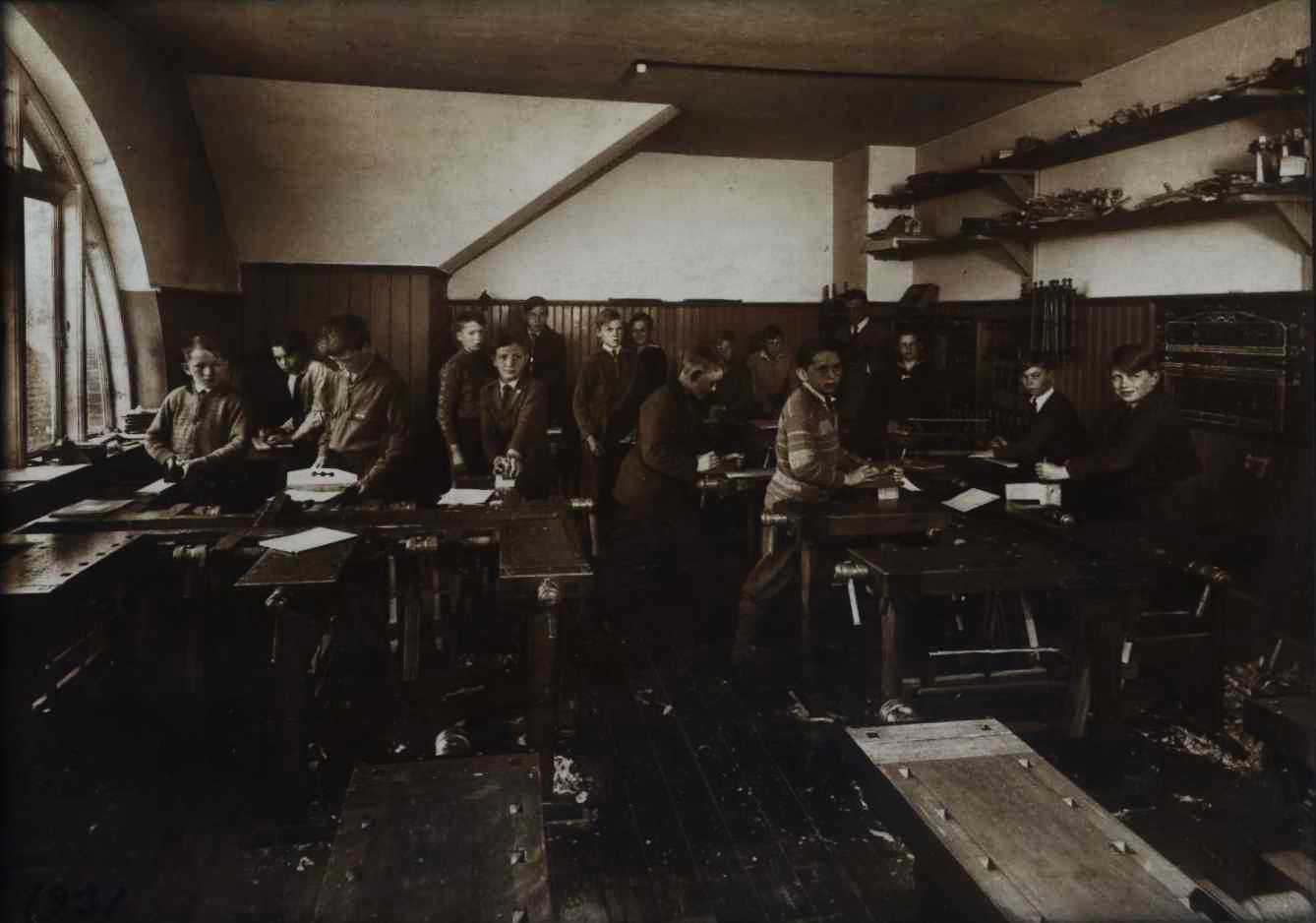
Atelier de menuiserie sloyd au Danemark, 1931

El término sloyd deriva de sueco slöjd, que significa trabajo manual, sobre todo en lo referente a la fabricación de objetos de madera, papel, metal o tela.
En este sistema, los alumnos aprenden el trabajo de los metales, las técnicas de fabricación, cómo elegir los trozos de madera en el bosque, qué medidas de precaución tomar para trabajar los materiales y finalmente la necesidad de colaborar para cumplir con las tareas. El objeto fabricado no es el foco, la acción de fabricación es formativa y sirve para desarrollar el carácter del alumno animando sus cualidades de colaboración, pragmatismo y creatividad.

## Difusión internacional
Suecia adopta estas ideas poco después que Finlandia. Otto Salomon creó una escuela formativa Sloyd en Nääs en Suède.  Hasta los años 1960 muchos educadores se formaron en Nääs y en varios países se implantaron con éxito esdtos métodos, como Reino Unido, Estados Unidos, Japón, Brasil, Argentina, Cuba o los países escandinavos, en estos últimos todavía se siguen los métodos, sobre todo en Suecia y Dinamarca.  En Finlandia, la educación primaria comprende aún le trabajo manual (en finés: käsityö)  como materia educativa. Cada alumno debe elegir entre trabajo textil (en finés: tekstiilityö) y trabajo técnico (en finés: tekninen työ).